# モニーク・キャノン
モニーク・キャノン（英語: Monique Cannon、1967年10月27日 - ）は、オーストラリアのチョークアーティスト。
オーストラリアの大手雑貨ブランドKLDA社、Splosh社、マクドナルド・オーストラリア、バージンブルー航空などとライセンス契約・作品提供を行う。
2000年にモニークチョークアートスタディをオーストラリア・ゴールドコーストに開校した。

## 人物と概要
モニーク・キャノンは、1967年10月27日、オーストラリアのニューサウスウェールズ州のフォーブズにある、羊を飼い小麦を育てる農場で生まれた。農場の娘として兄と共に、幼少期から大自然と触れ合い、のびのびとした環境で育った。
両親は身近にあるものをDIYする能力にも長けており、創作の教養を身につけていった。
18歳で高校を卒業し、美術の教師になる夢を叶えるために、シドニーで美術教員大学へ通うことを検討するものの、将来の方向性の違いを感じ、母親からのすすめでグラフィックデザインの学校へ入学し学位を取り卒業。卒業後は、グラフィックデザインの広告の仕事をこなしていたが、本来やりたいことではなかったという想いがあり、退職してクイーンズランド州のサーファーズパラダイスへ引っ越す。
23歳のときに、ゴールドコーストに引っ越した後、ウェイトレスの仕事に就く。そこで初めて、アーティストとして店のボードを制作する仕事を、飲食店のオーナーから請け負う。
すべてが初体験であるため、素材の選定、作り込み方などを、自ら苦心して考案しながら納品したところ、オーナーに喜ばれ、アーティストとして仕事を全うする幸せを実感する。この時、父親がモニーク・キャノンの制作したボードの写真からビジネスカードを作ってくれた。そのカードにつけたビジネスネームが「モニークチョークアート（Monique's Chalk Art）」だった。
その後、両親に協力してもらい、市販されているあらゆる種類のアート用具を活用して、さまざまな実験を試み、最終的に、現在のチョークアートの技法に通ずる、ブラックボードペイントのスタイルを確立する。
その後、数年にわたって技術を磨き、鮮やかな色合いのチョークアート作品を産み出すことが可能となり、映画会社のMovie World Australiaからの大型発注や、オーストラリアをはじめ、日本、シンガポール、ドイツ、デンマークを中心に、その他の多くの国からの発注を受けるようになりチョークアーティストとして活躍することになった。

## チョークアートの教育活動
モニーク・キャノンは、独自に築き上げてきたチョークアートの技法を非公開としてきたが、2000年に入り、モニーク・キャノンは、今後永きに渡って受け継がれていく芸術として昇華するため、教育を始めようと考え、チョークアート教室をスタートさせる。
教室は好評となり、たくさんの生徒を受け入れるようになる。その後、教え子たちの一部から、チョークアートのティーチャーコースを開講してほしいという要望が出るようになった。このアイディアは、当コースを受講して教師の資格を得た人がモニーク・キャノンの代理として、自国でチョークアートを教えられるようになるというものであり、現在では日本でも親しまれるアートのひとつとして広まってきている。
なお、日本の歌手・女優・タレントであり、世界で活躍するチョークアーティストとしても有名な松下萌子も、過去にモニーク・キャノンのもとでチョークアートを学び、インストラクターの資格を取得している。
2017年には、オーストラリアの教育機関からの依頼で、モニーク・キャノンはオーストラリアの学校数校で、チョークアートの授業を総勢3,000名に教えた。
2018年には、日本でさらにモニークチョークアートを浸透させることを目的に、神奈川県海老名市でMCA認定校として、チョークアートスクールを運営する山田浩と共に、株式会社ファストコム（東京都港区所在）がライセンス事業を開始。
物販事業である「モニークアートスタイル(Monique ART Style)」、教育事業である「モニークチョークアートアカデミープロジェクト（Monique chalk art Academy Project）」を開始し、チョークアートを日本のカルチャーにするための活動に注力している。

## モニークチョークアート協会
日本にモニークチョークアート協会（MCA）が設立されたのは2006年のことで、当協会の設立には、モニーク・キャノンと2002年から深い交友のある生徒であった佐藤真里が協力した。
当協会は、モニーク・キャノンが理事長を務めている任意団体であり、初めてモニークチョークアートを学ぶ生徒や、モニークチョークアートの修了者、受講者のサポート、交流、技術向上等を目的とし、モニーク・キャノンとチョークアートの振興および発展に寄与することに尽力している。具体的な活動としては、年1回のチョークアート作品展を通常行事とし、各種イベント開催、チョークアーティスト育成セミナー開講、モニーク・キャノン来日時のイベントや、各種セミナーの企画などを行っている。
なお、当協会ではMCA認定似顔絵講師資格という民間資格の提供を実施しており、これはオーストラリアでモニーク・キャノンから習ったモニークスタイルの似顔絵を、日本で教えることができる講師資格（サティフィケート）である。
モニークスタイルの似顔絵には、モニーク自身の意向で、現地オーストラリアで直接、似顔絵コースを受講した生徒のみが取得申請可能（審査あり）となる。

## モニークチョークアート協会の展示
この以下に開催された展示会を紹介する。
- 2015年
  - 11月29日：池袋オレンジギャラリーにて、ぺんてる協賛MCA主催のチョークアート作品展を開催
  - 3月29日：池袋アットビジネスセンターにて、MCA認定チョークアート講師専用セミナーを開催
  - 5月16日～5月18日：東京ビッグサイト東ホールにて、カフェ・喫茶ショー2015にモニークチョークアート協会として出展

- 2016年
  - 3月17日～3月20日：池袋オレンジギャラリーにて、第8回MCAチョークアート展を開催[10]
  - 12月17日：池袋にてMCA主催チョークアートビジネスセミナーを開催、午前の部では著作権基礎セミナー、午後の部ではイベント・カルチャー講師セミナーを行う

- 2017年
  - 6月6日～2017年6月8日：東京ビッグサイト西ホールにてカフェ・喫茶ショー2017に、モニークチョークアート協会として出展
- 2018年
  - 1月25日～2018年1月28日：池袋オレンジギャラリーにて、第9回MCAチョークアート展を出展[11]